# Championnat du monde de hockey sur glace 1935
Navigation
Italie 1934 Allemagne 1936
Le neuvième championnat du monde de hockey sur glace et par la même occasion le vingtième championnat d'Europe a lieu entre les 19 et 26 janvier 1935 à Davos en Suisse. Quinze nations participent au tournoi avec la première participation pour les Pays-Bas. Le Canada est représenté par l'équipe amateur des Monarchs de Winnipeg et remporte la compétition devant la Suisse.

## Contexte
Pour la première fois depuis sa mise en place en 1930, le championnat du monde de hockey se joue en Suisse dans la ville de Davos. La ville a l'expérience des compétitions internationales après avoir accueilli en 1926 le championnat d'Europe. Quinze équipes participent au tournoi, une première dans l'histoire du Championnat du monde. Quatre groupes sont mis en place pour le premier tour avec quatre nations pour trois groupes et trois nations seulement pour le groupe D :
- Groupe A : Hongrie, Pays-Bas, Suède et Suisse,
- Groupe B : Allemagne, France, Italie et Pologne,
- Groupe C : Autriche, Belgique, Roumanie et Tchécoslovaquie,
- Groupe D : Canada, Grande-Bretagne et  Lettonie.

Lors du premier tour, dans un même groupe, chaque équipe rencontre les autres équipes une fois et un classement est réalisé. Pour une victoire l'équipe marque deux points et un point est attribué à chaque équipe pour un match nul. À l'issue du premier tour, les deux équipes les mieux classées de chaque groupe sont qualifiées pour le tournoi final tandis que les deux autres, ou seulement une pour le groupe D, autres équipes participent à un tournoi de consolante.

## Premier tour

### Groupe A
| 19 janvier | Hongrie | 6-0 | Pays-Bas |  |

| 19 janvier | Suisse | 6-1 | Suède |  |

| 20 janvier | Suède | 6-0 | Pays-Bas |  |

| 20 janvier | Suisse | 1-1 | Hongrie |  |

| 21 janvier | Suède | 3-0 | Hongrie |  |

| 21 janvier | Suisse | 4-0 | Pays-Bas |  |

| Clt   | Équipe   | PJ | V | D | N | BP | BC | Diff | Pts |
| ----- | -------- | -- | - | - | - | -- | -- | ---- | --- |
| +001, | Suisse   | 3  | 2 | 1 | 0 | 11 | 2  | +9   | 5   |
| +002, | Suède    | 3  | 2 | 1 | 0 | 10 | 6  | +4   | 4   |
| +003, | Hongrie  | 3  | 1 | 1 | 1 | 7  | 4  | +3   | 3   |
| +004, | Pays-Bas | 3  | 0 | 3 | 0 | 0  | 16 | -16  | 0   |

### Groupe B
| 19 janvier | France | 3-2 | Pologne |  |

| 19 janvier | Italie | 2-0 | Allemagne |  |

| Feuille de match | Feuille de match | Feuille de match | Feuille de match | Feuille de match |
| ---------------- | ---------------- | ---------------- | ---------------- | ---------------- |
|                  | Ignazio Dionisi  | 1-0 2-0          | -                |                  |
|                  |                  |                  |                  |                  |
|                  |                  |                  |                  |                  |
|                  |                  |                  |                  |                  |

| 20 janvier | France | 1-1 | Italie |  |

| 20 janvier | Pologne | 3-1 | Allemagne |  |

| 21 janvier | Italie | 1-1 | Pologne |  |

| 21 janvier | France | 2-1 | Allemagne |  |

| Clt   | Équipe    | PJ | V | D | N | BP | BC | Diff | Pts |
| ----- | --------- | -- | - | - | - | -- | -- | ---- | --- |
| +001, | France    | 3  | 2 | 0 | 1 | 6  | 4  | +2   | 5   |
| +002, | Italie    | 3  | 1 | 0 | 2 | 4  | 2  | +2   | 4   |
| +003, | Pologne   | 3  | 1 | 1 | 1 | 6  | 5  | +1   | 3   |
| +004, | Allemagne | 3  | 0 | 3 | 0 | 2  | 7  | -5   | 0   |

### Groupe C
| 19 janvier | Roumanie | 2-1 | Belgique |  |

| 19 janvier | Tchécoslovaquie | 2-1 | Autriche |  |

| Feuille de match | Feuille de match   | Feuille de match | Feuille de match | Feuille de match |
| ---------------- | ------------------ | ---------------- | ---------------- | ---------------- |
|                  | J. Maleček Tožička |                  |                  |                  |
| J. Peka          | Gardiens           |                  |                  |                  |
|                  |                    |                  |                  |                  |
|                  |                    |                  |                  |                  |

| 20 janvier | Autriche | 6-1 | Belgique |  |

| 20 janvier | Tchécoslovaquie | 4-2 | Roumanie |  |

| Feuille de match | Feuille de match          | Feuille de match | Feuille de match | Feuille de match |
| ---------------- | ------------------------- | ---------------- | ---------------- | ---------------- |
|                  | O. Kučera × 3 J. Maleček. |                  |                  |                  |
| J. Peka          | Gardiens                  |                  |                  |                  |
|                  |                           |                  |                  |                  |
|                  |                           |                  |                  |                  |

| 21 janvier | Autriche | 2-1 | Roumanie |  |

| 21 janvier | Tchécoslovaquie | 22-0 | Belgique |  |

| Feuille de match | Feuille de match                                                                             | Feuille de match | Feuille de match | Feuille de match |
| ---------------- | -------------------------------------------------------------------------------------------- | ---------------- | ---------------- | ---------------- |
|                  | J. Maleček × 6 O. Kučera × 5 Tožička × 4 K. Hromádka × 3 J. Pušbauer × 2 Z. Jirotka F. Pergl |                  | -                |                  |
| J. Peka          | Gardiens                                                                                     |                  |                  |                  |
|                  |                                                                                              |                  |                  |                  |
|                  |                                                                                              |                  |                  |                  |

| Clt   | Équipe          | PJ | V | D | N | BP | BC | Diff | Pts |
| ----- | --------------- | -- | - | - | - | -- | -- | ---- | --- |
| +001, | Tchécoslovaquie | 3  | 3 | 0 | 0 | 28 | 3  | +25  | 6   |
| +002, | Autriche        | 3  | 2 | 1 | 0 | 9  | 4  | +5   | 4   |
| +003, | Roumanie        | 3  | 1 | 2 | 0 | 5  | 7  | -2   | 2   |
| +004, | Belgique        | 3  | 0 | 3 | 0 | 2  | 30 | -28  | 0   |

### Groupe D
| 19 janvier | Canada | 4-2 | Grande-Bretagne |  |

| 20 janvier | Canada | 14-0 | Lettonie |  |

| 21 janvier | Grande-Bretagne | 5-1 | Lettonie |  |

| Clt   | Équipe          | PJ | V | D | N | BP | BC | Diff | Pts |
| ----- | --------------- | -- | - | - | - | -- | -- | ---- | --- |
| +001, | Canada          | 2  | 2 | 0 | 0 | 18 | 2  | +16  | 4   |
| +002, | Grande-Bretagne | 2  | 1 | 1 | 0 | 7  | 5  | +2   | 2   |
| +003, | Lettonie        | 2  | 0 | 2 | 0 | 1  | 19 | -18  | 0   |

## Consolante
Les sept équipes éliminées du premier tour sont divisées en deux groupes d'équipes qui vont se rencontrer. À l'issue de ces rencontres, les deux premières nations se rencontrent pour déterminer laquelle des deux finit à la neuvième place et les autres sont classées à la suite.

### Groupe G
| 23 janvier | Pologne | 12-2 | Belgique |  |

| 24 janvier | Hongrie | 6-1 | Belgique |  |

| 25 janvier | Pologne | 1-1 | Hongrie |  |

| Clt   | Équipe   | PJ | V | D | N | BP | BC | Diff | Pts |
| ----- | -------- | -- | - | - | - | -- | -- | ---- | --- |
| +001, | Pologne  | 2  | 1 | 0 | 1 | 13 | 3  | +10  | 3   |
| +002, | Hongrie  | 2  | 1 | 0 | 1 | 7  | 2  | +5   | 3   |
| +003, | Belgique | 2  | 0 | 2 | 0 | 3  | 18 | -15  | 0   |

### Groupe H
| 23 janvier | Allemagne | 5-0 | Pays-Bas |  |

| 23 janvier | Roumanie | 3-2 | Lettonie |  |

| 24 janvier | Roumanie | 6-0 | Pays-Bas |  |

| 24 janvier | Allemagne | 3-1 | Lettonie |  |

| 25 janvier | Lettonie | 7-0 | Pays-Bas |  |

| 25 janvier | Allemagne | 3-0 | Roumanie |  |

| Clt   | Équipe    | PJ | V | D | N | BP | BC | Diff | Pts |
| ----- | --------- | -- | - | - | - | -- | -- | ---- | --- |
| +001, | Allemagne | 3  | 3 | 0 | 0 | 11 | 1  | +10  | 6   |
| +002, | Roumanie  | 3  | 2 | 1 | 0 | 9  | 5  | +4   | 4   |
| +003, | Lettonie  | 3  | 1 | 2 | 0 | 10 | 6  | +4   | 2   |
| +004, | Pays-Bas  | 3  | 0 | 3 | 0 | 0  | 18 | -18  | 0   |

### Match pour la neuvième place
Le match pour la neuvième place a eu lieu le 27 janvier et finalement les Allemands se sont imposés sur les Polonais sur le score de 5 buts à 1.
| 27 janvier | Allemagne | 5-1 | Pologne |  |

## Phase finale
Les huit équipes ont été divisées en deux groupes de quatre. À l'issue des rencontres dans chaque division, les nations sont classées, les deux premières de chaque groupe joueront un tournoi final de classement. La troisième équipe du groupe E jouera contre la quatrième nation du groupe F et inversement. Les vainqueurs se disputeront alors la cinquième place.

### Groupe E
| 22 janvier | Tchécoslovaquie | 5-1 (pr) | Italie |  |

| Feuille de match | Feuille de match                     | Feuille de match | Feuille de match | Feuille de match |
| ---------------- | ------------------------------------ | ---------------- | ---------------- | ---------------- |
|                  | J. Maleček × 2 Tožička × 2 O. Kučera |                  |                  |                  |
| J. Peka          | Gardiens                             |                  |                  |                  |
|                  |                                      |                  |                  |                  |
|                  |                                      |                  |                  |                  |

| 22 janvier | Canada | 5-2 | Suède |  |

| 23 janvier | Tchécoslovaquie | 2-1 (pr) | Suède |  |

| Feuille de match | Feuille de match | Feuille de match | Feuille de match | Feuille de match |
| ---------------- | ---------------- | ---------------- | ---------------- | ---------------- |
|                  | J. Maleček × 2   |                  |                  |                  |
| J. Peka          | Gardiens         |                  |                  |                  |
|                  |                  |                  |                  |                  |
|                  |                  |                  |                  |                  |

| 23 janvier | Canada | 9-0 | Italie |  |

| 24 janvier | Suède | 1-1 | Italie |  |

| 24 janvier | Canada | 2-1 | Tchécoslovaquie |  |

| Feuille de match, | Feuille de match, | Feuille de match, | Feuille de match, | Feuille de match, |
| ----------------- | ----------------- | ----------------- | ----------------- | ----------------- |
|                   | Albert Lemay      | 2-1               | J. Císař          |                   |
|                   | Gardiens          | J. Peka           |                   |                   |
|                   |                   |                   |                   |                   |
|                   |                   |                   |                   |                   |

| Clt   | Équipe          | PJ | V | D | N | BP | BC | Diff | Pts |
| ----- | --------------- | -- | - | - | - | -- | -- | ---- | --- |
| +001, | Canada          | 3  | 3 | 0 | 0 | 11 | 1  | +10  | 6   |
| +002, | Tchécoslovaquie | 3  | 2 | 1 | 0 | 9  | 5  | +4   | 4   |
| +003, | Suède           | 3  | 1 | 2 | 0 | 10 | 6  | +4   | 2   |
| +004, | Italie          | 3  | 0 | 3 | 0 | 0  | 18 | -18  | 0   |

### Groupe F
| 22 janvier | Grande-Bretagne | 1-0 | France |  |

| Feuille de match | Feuille de match | Feuille de match | Feuille de match | Feuille de match |
| ---------------- | ---------------- | ---------------- | ---------------- | ---------------- |
|                  | Bob Wyman        | 1-0              | -                |                  |
|                  |                  |                  |                  |                  |
|                  |                  |                  |                  |                  |
|                  |                  |                  |                  |                  |

| 22 janvier | Suisse | 1-1 (pr) | Autriche |  |

| 23 janvier | Grande-Bretagne | 4-1 | Autriche |  |

| 23 janvier | Suisse | 5-1 | France |  |

| Feuille de match | Feuille de match | Feuille de match | Feuille de match | Feuille de match |
| ---------------- | ---------------- | ---------------- | ---------------- | ---------------- |
|                  |                  |                  | Léonhard Quaglia |                  |
|                  |                  |                  |                  |                  |
|                  |                  |                  |                  |                  |
|                  |                  |                  |                  |                  |

| 24 janvier | Autriche | 4-1 | France |  |

| Feuille de match | Feuille de match | Feuille de match | Feuille de match | Feuille de match |
| ---------------- | ---------------- | ---------------- | ---------------- | ---------------- |
|                  |                  |                  | Léonhard Quaglia |                  |
|                  |                  |                  |                  |                  |
|                  |                  |                  |                  |                  |
|                  |                  |                  |                  |                  |

| 24 janvier | Suisse | 1-0 | Grande-Bretagne |  |

| Clt   | Équipe          | PJ | V | D | N | BP | BC | Diff | Pts |
| ----- | --------------- | -- | - | - | - | -- | -- | ---- | --- |
| +001, | Suisse          | 3  | 2 | 0 | 1 | 7  | 2  | +5   | 5   |
| +002, | Grande-Bretagne | 3  | 2 | 1 | 0 | 5  | 2  | +3   | 4   |
| +003, | Autriche        | 3  | 1 | 1 | 1 | 6  | 6  | 0    | 3   |
| +004, | France          | 3  | 0 | 3 | 0 | 2  | 10 | -8   | 0   |

### Matchs pour la cinquième place
Les deux dernières équipes des groupes E et F jouent un premier tour puis les vainqueurs se rencontrent pour la cinquième place et les perdants pour la septième. La France et l'Italie perdent leur rencontre mais décident de ne pas s'affronter pour la septième place, les deux formations ayant trop de blessés. Pour la cinquième place, la Suède s'impose sur le score de 3-1 contre l'Autriche
Premier tour
| 26 janvier | Suède | 2-1 | France |  |

| 26 janvier | Autriche | 2-1 | Italie |  |

Cinquième place
| 27 janvier | Suède | 3-1 | Autriche |  |

### Tournoi pour la médaille d'or
| 26 janvier | Canada | 6-0 | Grande-Bretagne |  |

| 26 janvier | Suisse | 4-0 | Tchécoslovaquie |  |

| Feuille de match | Feuille de match | Feuille de match | Feuille de match | Feuille de match |
| ---------------- | ---------------- | ---------------- | ---------------- | ---------------- |
|                  |                  |                  |                  |                  |
|                  | Gardiens         | J. Peka          |                  |                  |
|                  |                  |                  |                  |                  |
|                  |                  |                  |                  |                  |

| 27 janvier | Grande-Bretagne | 2-1 (pr) | Tchécoslovaquie |  |

| Feuille de match | Feuille de match | Feuille de match | Feuille de match | Feuille de match |
| ---------------- | ---------------- | ---------------- | ---------------- | ---------------- |
|                  |                  |                  | O. Kučera        |                  |
|                  | Gardiens         | J. Peka          |                  |                  |
|                  |                  |                  |                  |                  |
|                  |                  |                  |                  |                  |

| 27 janvier | Canada | 4-2 | Suisse |  |

| Feuille de match | Feuille de match | Feuille de match | Feuille de match                | Feuille de match |
| ---------------- | ---------------- | ---------------- | ------------------------------- | ---------------- |
|                  |                  |                  | Ferdinand Cattini Bibi Torriani |                  |
|                  |                  |                  |                                 |                  |
|                  |                  |                  |                                 |                  |
|                  |                  |                  |                                 |                  |

| Clt   | Équipe          | PJ | V | D | N | BP | BC | Diff | Pts |
| ----- | --------------- | -- | - | - | - | -- | -- | ---- | --- |
| +001, | Canada          | 3  | 3 | 0 | 0 | 12 | 3  | +9   | 6   |
| +002, | Suisse          | 3  | 2 | 1 | 0 | 7  | 4  | +3   | 4   |
| +003, | Grande Bretagne | 3  | 1 | 2 | 0 | 2  | 8  | -6   | 2   |
| +004, | Tchécoslovaquie | 3  | 0 | 3 | 0 | 2  | 8  | -6   | 0   |

## Classements
| Rang               | Équipe           |
| ------------------ | ---------------- |
| Médaille d'or      | Canada           |
| Médaille d'argent  | Suisse           |
| Médaille de bronze | Grande-Bretagne  |
| 4                  | Tchécoslovaquie  |
| 5                  | Suède            |
| 6                  | Autriche         |
| 7                  | Italie et France |
| 9                  | Allemagne        |
| 10                 | Pologne          |
| 11                 | Roumanie         |
| 12                 | Hongrie          |
| 13                 | Lettonie         |
| 14                 | Belgique         |
| 15                 | Pays-Bas         |

| Rang | Équipe           |
| ---- | ---------------- |
| 1    | Suisse           |
| 2    | Grande-Bretagne  |
| 3    | Tchécoslovaquie  |
| 4    | Suède            |
| 5    | Autriche         |
| 6    | Italie et France |
| 8    | Allemagne        |
| 9    | Pologne          |
| 10   | Roumanie         |
| 11   | Hongrie          |
| 12   | Lettonie         |
| 13   | Belgique         |
| 14   | Pays-Bas         |

### Médaillés
| Champions du monde — Canada | Archie Creighton, Ron Hinkel, Albert Lemay, Tony Lemay, Vic Lindquist, Art Rice-Jones, Joe Rivers, Romeo Rivers, Cam Shewan, Norm Yellowlees Entraîneur : Scotty Oliver              |
| Argent — Suisse             | Christian Badrutt, Ferdinand Cattini, Hans Cattini, Arnold Hirtz, Ernst Hug, Charles Kessler, Albert Künzler, Peter Müller, Thomas Pleisch, Bibi Torriani Entraîneur : Charles Fasel |
| Bronze — Grande-Bretagne    | Gordon Dailley, Gerry Davey, Carl Erhardt, Ted Jackson, Gordon Johnson, Ronnie Milne, Ernie Ramus, Pete Stevenson, Bob Wyman Entraîneur : John Francis Ahearne                       |